# Liste der Mitglieder des Landtages (Freistaat Mecklenburg-Strelitz) (7. Wahlperiode)
Diese Liste gibt einen Überblick über alle Mitglieder des Landtags des Freistaates Mecklenburg-Strelitz in der 7. Wahlperiode (1933).

## B
- Karl Bartosch (SPD)

## H
- Walter Hamann (NSDAP)
- Fritz Heyden (NSDAP)
- Hans Holst-Oldenburg (NSDAP)
- Franz Höppner (SPD)

## K
- Robert Köppen (NSDAP)

## L
- Walter von Lingelsheim (NSDAP)

## O
- Friedrich Otten (DNF)

## S
- Hans Schernau (NSDAP)
- Erich Schüder (DNF)
- Fritz Stichtenoth (NSDAP)

## T
- Robert Tietböhl (NSDAP)

## V
- Rudolf Vogler (SPD)

## W
- Ernst Werber (NSDAP)